# ایدهیلد
ایدهیلد انگلستان (انگلیسی: Eadhild; – ۱ ژانویهٔ ۰۹۳۷)، دختر ادوارد پدر، پادشاه آنگلوساکسون‌ها و همسر دوم هوگوی بزرگ بود.